# Eric Vonn
Eric Vonn es un escritor guatemalteco afincado entre México y Estados Unidos de América. Ha realizado su carrera en las cadenas de televisión TV Azteca, Telemundo y Televisa, centrándose en las telenovelas.
Fue uno de los escritores que produjo su primer argumento gracias al único concurso que lanzó Televisa en la década de los 80's, "Televisa solicita nuevos guionistas para novelas", con la historia Cicatrices del alma que escribió en conjunto con Lindy Giacoman y Liliana Abud. No fue la historia ganadora, pero fue la primera que se produce con una buena audiencia.

## Trayectoria

### Historias originales

#### Series
- Un día cualquiera (2016)

#### Telenovelas
- Vivir a destiempo (2013)
- Quererte así (2012)
- Cielo rojo (2011)
- Pecados ajenos (2007/08)
- Tierra de pasiones (2006)
- El amor no es como lo pintan (2000/01)
- La chacala (1997/98)
- Tric-trac (1996/97)
- Amor de nadie (1990/91)
- Días sin luna (1990)
- Amor en silencio (1988) (con Liliana Abud)
- Cicatrices del alma (1986/87) (con Liliana Abud y Lindy Giacoman)

### Adaptaciones
- Gloria Trevi: ellas soy yo (2023)
- Segunda parte de Hombre tenías que ser (2013/14) Original de Mónica Agudelo, Víctor Civeira y Gabriel Santos.
- Segunda parte de Amores de mercado (2006) Original de Basilio Álvarez.
- Segunda parte de Súbete a mi moto (2002/03) Original de Verónica Suárez.
- Segunda parte de Al norte del corazón (1997) Original de Rubén Galindo y Santiago Galindo.
- Acapulco, cuerpo y alma (1995/96) Original de María Zarattini.
- Segunda parte de Valentina (1993) Original de Alfonso Cremata, Salvador Ugarte e Inés Rodena (basada en la radionovela "La Galleguita").
- Mi segunda madre (1989) Original de Abel Santa Cruz.

### Nuevas versiones por él mismo
- Háblame de amor (1999) (nueva versión de Amor en silencio).

### Nuevas versiones por otros
- Cabo (2022) (versión de Tú o nadie) por José Alberto Castro y Vanesa Varela.
- A que no me dejas (2015/16) (nueva versión de Amor en silencio) por Martha Carrillo,  Cristina García y Denisse Pfeiffer.
- Por siempre mi amor (2013/14) (nueva versión de Mi segunda madre) por Nora Alemán, Gabriela Ortigoza, Denisse Pfeiffer y Julián Aguilar.
- Piel de otoño (2004) (nueva versión de Cicatrices del alma) por Antonio Abascal, Tania Bertrán y Martha Oláiz.

## Premios y nominaciones

### Premios TVyNovelas
| Año  | Categoría      | Telenovela          | Resultado |
| ---- | -------------- | ------------------- | --------- |
| 1990 | Mejor escritor | Mi segunda madre    | Ganador   |
| 1989 | Mejor escritor | Amor en silencio    | Ganador   |
| 1987 | Mejor escritor | Cicatrices del alma | Nominado  |

### TV Adicto Golden Awards
| Año  | Categoría               | Telenovela        | Resultado |
| ---- | ----------------------- | ----------------- | --------- |
| 2012 | Mejor adaptación        | Cielo rojo        | Ganador   |
| 2013 | Mejor historia original | Vivir a destiempo | Ganador   |